# Calamaria gracillima
Calamaria gracillima es una especie de serpiente de la familia Colubridae.

## Distribución geográfica
Es endémica de Sarawak, en Borneo.

## Estado de conservación
Se encuentra amenazada por la pérdida de su hábitat natural.